# 1918年6月8日の日食

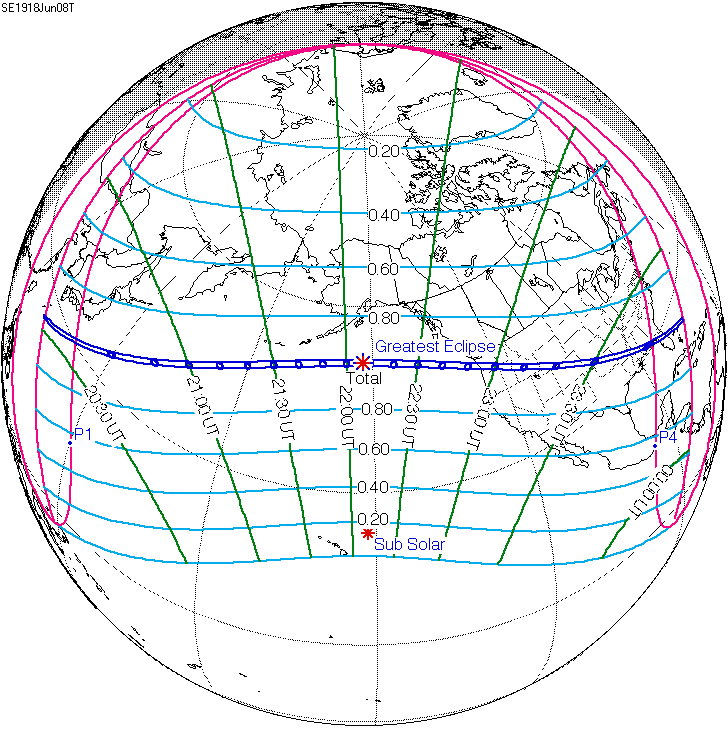

月の影が覆った地域の動画

1918年6月8日の日食は、1918年6月8日に観測された日食である。日本の北大東島と鳥島、アメリカ、イギリス領バハマで皆既日食が観測され、アジア北東部、北アメリカのほとんど及び以上の地域の周辺の一部で部分日食が観測された。

## 通過した地域
皆既帯が通過した、皆既日食が見えた地域は日本沖縄県北大東島北部と東京府（現在の東京都）伊豆諸島の鳥島（現地時間の6月9日）、アメリカのワシントン州とオレゴン州の隣接地域からフロリダ州までの広い範囲、イギリス領バハマ（現在のバハマ）北部（現地時間の6月8日）だった。
また、皆既日食が見えなくても、部分日食が見えた地域は中国東部の約半分、朝鮮半島、日本全国、北ヨーロッパ北部、ミクロネシア中東部、ハワイ諸島、ロシア北東部の約半分、北アメリカのほとんど（小アンティル諸島を除く）、南アメリカ北西端だった。そのうち大部分では6月8日に日食が見え、国際日付変更線の西の部分（主にアジア）では6月9日に見えた。

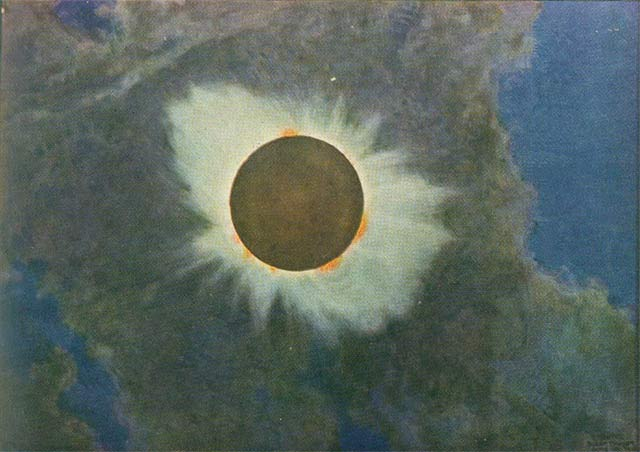
ハワード・ラッセル・バトラーが描いた皆既日食の絵

## 観測

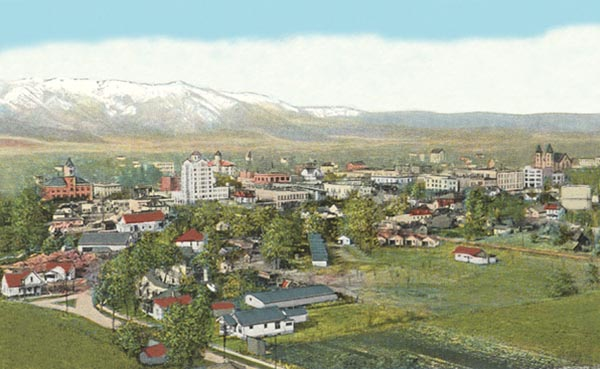
1918年のオレゴン州ベーカーシティの遠景

アメリカ合衆国議会はアメリカ海軍天文台に3500ドルの特別手当を支給し、天文学者のサミュエル・アルフレッド・ミッチェルと画家兼物理学者のハワード・ラッセル・バトラーを含めた観測隊をオレゴン州ベーカーシティに派遣させた。観測隊は1917年に準備し始め、ジョン・C・ハモンド（John C. Hammond）が1918年4月11日に最初のメンバーをベーカーシティに導いた。観測地点の選択には、曇りの確率、皆既食の持続時間、太陽の仰俯角が重要な要素である。当時カラー写真の技術がまだ不完備だったため、バトラー氏は112.1秒の皆既日食の全体を見た後にその様子を絵に描いた。後で描く方法について言及した時、以前学んだ過渡効果で色を記録したと述べた。皆既食が始めた時太陽は雲に覆われ、その後雲が一旦消え、最も重要な観測段階に入った時また太陽を覆い、観測隊は5分間観測できなかった。アメリカの他の地域にあるヤーキス天文台、リック天文台、ウィルソン山天文台も雲の影響を受けた。